# Хулия Рока
Хулия Рока (исп. Julia Roca; род. 7 марта 1990 года в Барселоне, Испания) — испанская порноактриса.

## Карьера
Перед карьерой снялась в фотосессии для эротического календаря. Дебютировала в порноиндустрии в 2013 году со съёмок для сайта Adptube под руководством режиссёра Конрада Сона. Псевдоним Хулия взяла в честь подруги из старшей школы. Снимается в фильмах со сценами традиционного, лесбийского, межрасового и анального секса.
Снимается для студий Adptube, Babes, CumLouder, Evil Angel, Girlfriends Films, JoyBear Pictures, Kink.com, MET-Art, Private и других.
В конце 2014 года была впервые номинирована премией AVN Awards в категории «Лучшая сцена секса в фильме иностранного производства» (за фильм Fucking the World Game). Через три года была номинирована на ту же премию в категории «Лучшая иностранная исполнительница года».
По данным сайта IAFD на май 2019 года, снялась в более чем 90 порнофильмах.

## Награды и номинации
| Год  | Награда     | Результат | Категория                                                                                          | Фильм                             |
| ---- | ----------- | --------- | -------------------------------------------------------------------------------------------------- | --------------------------------- |
| 2014 | Ninfa Award | Номинация | Лучшая новая актриса                                                                               | н/д                               |
| 2015 | AVN Award   | Номинация | Лучшая сцена секса в фильме иностранного производства (вместе с Начо Видалем)                      | Fucking the World Game            |
| 2015 | Ninfa Award | Номинация | Лучшая актриса                                                                                     | н/д                               |
| 2016 | Ninfa Award | Номинация | Лучшая актриса                                                                                     | н/д                               |
| 2018 | AVN Award   | Номинация | Иностранная исполнительница года                                                                   | н/д                               |
| 2018 | AVN Award   | Номинация | Наиболее эпатажная сцена (вместе с Алексой Нашей, Джоэлом Томасом, Сильвией Руби и Стивом Холмсом) | Public Disgrace 40889             |
| 2019 | AVN Award   | Номинация | Лучшая лесбийская сцена в иностранном фильме (вместе с Аннеке Некро)                               | Inside                            |
| 2021 | AVN Award   | Номинация | Лучшая лесбийская сцена в иностранном фильме (вместе с Бэйби Николс)                               | Taste of Honey (из Love Is Blind) |
| 2022 | AVN Award   | Номинация | Лучшая международная лесбийская сцена (вместе с Хинеброй Беллуччи)                                 | Young Swingers — Scene 2          |
| 2024 | AVN Award   | Номинация | Лучшая международная сцена секса парень/девушка (вместе со Силвеном)                               | Bad Bellboy (из The Bellboy)      |

## Избранная фильмография
- 2014 — Fucking The World Game
- 2016 — Nacho’s Spain Vs. USA
- 2016 — Stepmom Lessons 5
- 2016 — Submit To Desire
- 2017 — Nacho’s Threesomes
- 2017 — Pure Bush 5[14]
- 2017 — Stepmom Lessons 6
- 2018 — Ex-Girlfriends 7
- 2018 — Spicy Latin Girlfriends 4